# Argumento ad misericordiam
Argumento ad misericordiam o Argumentum ad misericordiam (en latín: Apelación a la misericordia o Apelación a la piedad) es una falacia que consiste en la manipulación de los sentimientos para sostener un argumento como válido.
En ocasiones no se la toma como una falacia lógica, ya que puede utilizarse para evitar un castigo o una consecuencia, mediante excusas de sucesos que a veces llegan al grado de sonar ridículas debido a lo irrelevantes que llegan a ser en el caso. Comparte un parecido con la falacia de la conclusión irrelevante.
Esta falacia es el contrario de apelación a la fuerza en que consiste que un argumento es válido porque el que lo sostiene tiene fuerza para imponerlo.

## Estructura
Esta falacia funciona de la siguiente manera:
- A sostiene B.
- A merece piedad por la circunstancia X, por lo tanto B es verdadero